# Le Renard et le Soldat
Pour les articles homonymes, voir Renard (homonymie).
Pour plus de détails, voir Fiche technique et Distribution.
Le Renard et le Soldat (Der Fuchs) est un drame historique réalisé par Adrian Goiginger, présenté en première au Festival du film Nuits noires de Tallinn en novembre 2022.   
Dans le film, qui se déroule entre 1927 et 1946, le réalisateur raconte une histoire tirée de la vie de son arrière-grand-père Franz Streitberger. 
Dans le cadre de la cérémonie du Prix du cinéma allemand 2024, Le Renard et le Soldat a reçu le Prix du cinéma allemand en argent, ainsi que Simon Morzé (de) pour le meilleur rôle masculin.

## Intrigue
Le jeune soldat introverti Franz Streitberger servait comme coursier à moto dans l'armée autrichienne lorsqu'il fut enrôlé dans la Wehrmacht après l'annexion de l'Allemagne en 1938. Il rencontre un renardeau blessé qui vient d'assister à la mort de sa mère tombée dans le piège d'un chasseur. Il prend soin du renard comme son propre enfant et l'emmène avec lui en France occupée. à travers cette étrange amitié avec l'animal sauvage, son propre passé de fils d'agriculteur abandonné par sa famille pour des raisons économiques, qu'il avait toujours fui, le rattrape peu à peu,.

## Fiche technique
- Titre original : Der Fuchs
- Titre français : Le Renard et le Soldat
- Réalisation : Adrian Goiginger
- Scénario : Adrian Goiginger
- Photographie : Yoshi Heimrath, Paul Sprinz
- Montage : Simon Blasi
- Musique : Arash Safaian
- Production :
- Sociétés de production :
- Pays de production : Allemagne, Autriche
- Langue originale : allemand
- Format : couleur
- Genre : drame
- Durée : 118 minutes
- Dates de sortie[3] :
  - Estonie : 20 novembre 2022 (Tallinn Black Nights Film Festival)
  - Autriche : 13 janvier 2023
  - Allemagne : 13 avril 2023

## Distribution
- Simon Morzé (de) : Franz Streitberger
- Maximilian Reinwald : Franz Streitberger (jeune)
- Karl Markovics : Josef Streitberger
- Karola Maria Niederhuber : Liesl Streitberger
- Marko Kerezovic : Anton Dillinger
- Adriane Gradziel (de) : Marie
- Alexander Beyer : Hauptmann Glück
- Pit Bukowski : Jokesch
- Joshua Bader : Maier
- Joseph Stoisits : Leo

## Production
Le film est réalisé par Adrian Goiginger, qui a également écrit le scénario. Dans le film, il raconte l'histoire de son arrière-grand-père Franz Streitberger, qui a servi comme coursier à moto dans la Wehrmacht allemande pendant la Seconde Guerre mondiale, et qu'il lui a racontée alors qu'il avait environ 15 ans,. Pour Goiginger, le film est un grand rêve devenu réalité : « Mon arrière-grand-père a vécu jusqu'à 100 ans, et jusqu'à sa mort en 2016, il me racontait les épisodes tragiques et pleins d'espoir de sa vie. Ce qui m'a le plus touché, c'est son amitié avec un renard qu'il a hébergé et soigné pendant un an en 1940, durant la guerre. Cette histoire est si incroyable que, déjà adolescent, je me suis fixé pour objectif de la porter à l'écran ».
Franz Streitberger est interprété dans le film par Simon Morzé (de), qui s'est fait connaître du grand public notamment pour son rôle —  aux côtés de Bruno Ganz — dans l'adaptation cinématographique Der Trafikant (de) du roman Le Tabac Tresniek de Robert Seethaler]. Morzé passe son permis moto, passe quatre mois dans une ferme de montagne du Pinzgau pour apprendre le dialecte et le mode de vie, et suit une formation militaire auprès de sous-officiers qui lui apprennent « comment vivaient les soldats à l'époque ». Il a également noué une relation avec les renards pendant deux ans. Dans le prologue du film, qui se déroule en 1927, le spectateur apprend que les parents de Franz ont confié la garde de leur fils à un riche agriculteur local pendant dix ans. Celui-ci, Josef Streitberger, est joué par Karl Markovics. Marko Kerezovic, qui étudie le théâtre au MUK de Vienne, incarne Anton Dillinger. Joshua Bader, diplômé du MUK Vienne, incarne l'ambulancier Maier. D'autres rôles incluent Pit Bukowski dans le rôle de Jokesch, Alexander Beyer dans le rôle du capitaine Glück, Adriane Gradziel (de) dans le rôle de Marie et Stan Steinbichler dans le rôle de Mitteregger. Angelika Kropej a réalisé le casting.
Comme dans les films précédents de Goiginger, le maquillage a été conçu par Tim Scheidig, avec le soutien de Desiree Schober.

### Financement du film et tournage
Le film a été soutenu du côté allemand à hauteur de 500 000 euros par la Film- und Medienstiftung NRW, à hauteur de 450 000 euros par le Film FernsehenFonds Bayern, à hauteur de 200 000 euros par le MFG Baden-Württemberg et par le ministère fédéral de la Culture et des Médias. En Autriche, le film a été soutenu par l'Institut autrichien du cinéma à hauteur d'environ 900 000 euros, par le FISA Filmstätte Autriche avec 573 000 euros, par le Fonds du cinéma de Vienne avec 250 000 euros et par l'État et la ville de Salzbourg. Il a reçu 400 000 euros d'Eurimages. Le Renard et le Soldat a reçu une aide à la distribution de 30 000 euros du Filmförderungsanstalt.

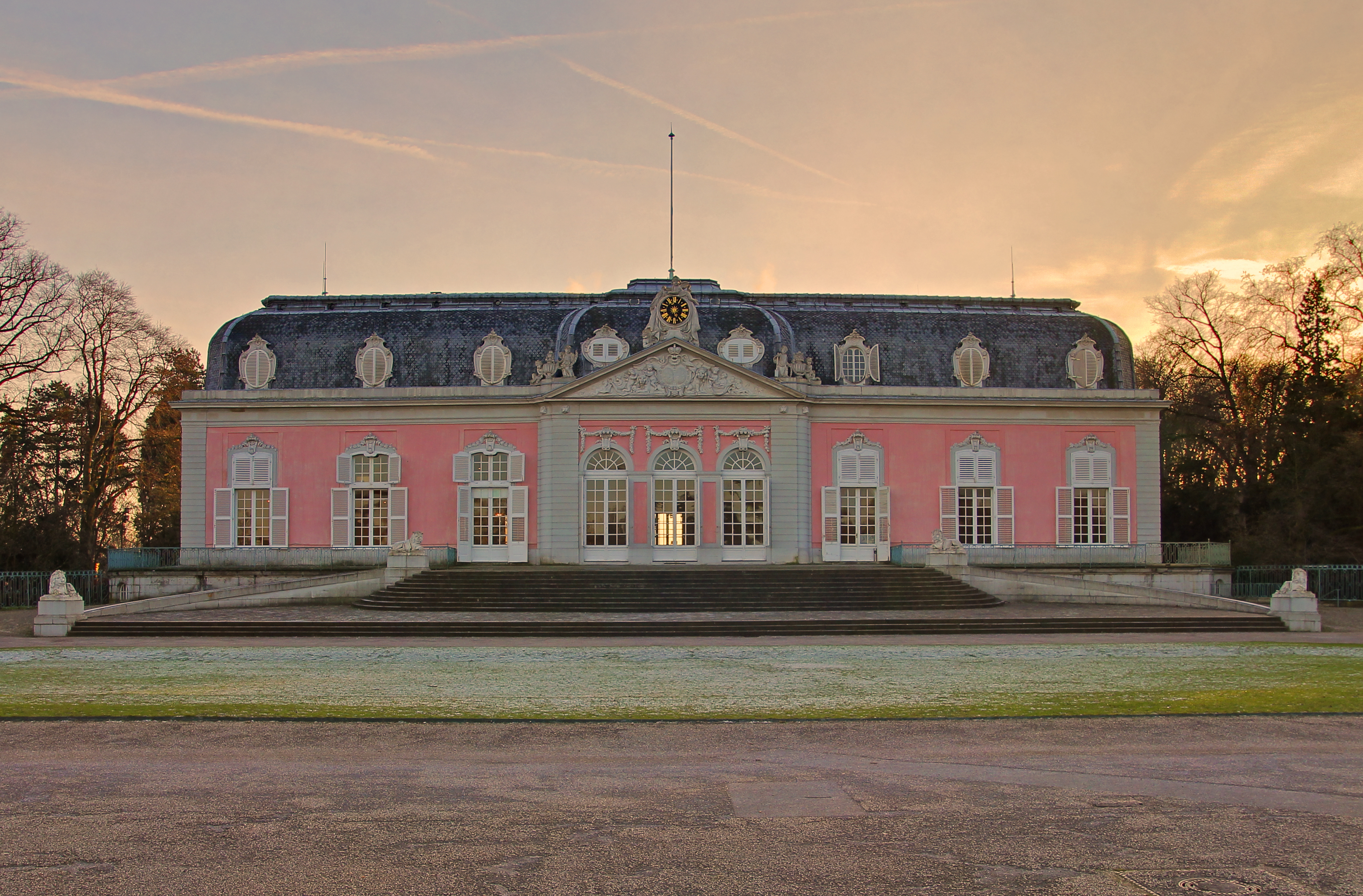
En mai 2021, le film a été tourné avec pour décor le château de Benrath.

Le tournage s'est déroulé du 21 avril à la mi-juin 2021 en Allemagne et en Autriche. En Allemagne, le film a été tourné en Rhénanie du Nord-Westphalie au château de Benrath et sur l'île d'Amrum, et en Autriche en Basse-Autriche et à Pinzgau,. Les scènes d'alpage ont été créées à Großarl im Pongau. Trois bébés renards et deux adultes ont été préparés pour le tournage par deux dresseurs d'animaux expérimentés et se sont habitués aux motos et aux acteurs. Le directeur de la photographie est l'Allemand Yoshi Heimrath, qui a travaillé sur les films A Pure Place de Nikias Chryssos et Berlin Alexanderplatz de Burhan Qurbani. Le titre provisoire du film fut Mein Fuchs.

### Publication
Le Renard et le Soldat est créé le 20 novembre 2022 au Festival du film Nuits noires de Tallinn. La sortie en salles en Autriche a eu lieu le 13 janvier 2023. La première autrichienne a eu lieu le 7 janvier 2023 au Cinema Paradiso de Baden. Le film est sorti dans les salles allemandes le 13 avril 2023. Il est sorti en vidéo à la demande aux États-Unis le 22 mars 2024. En France et en Belgique, il a été diffusé sur Arte le 15 novembre 2024 sous le titre Le Renard et le Soldat.

## Réception

### Avis

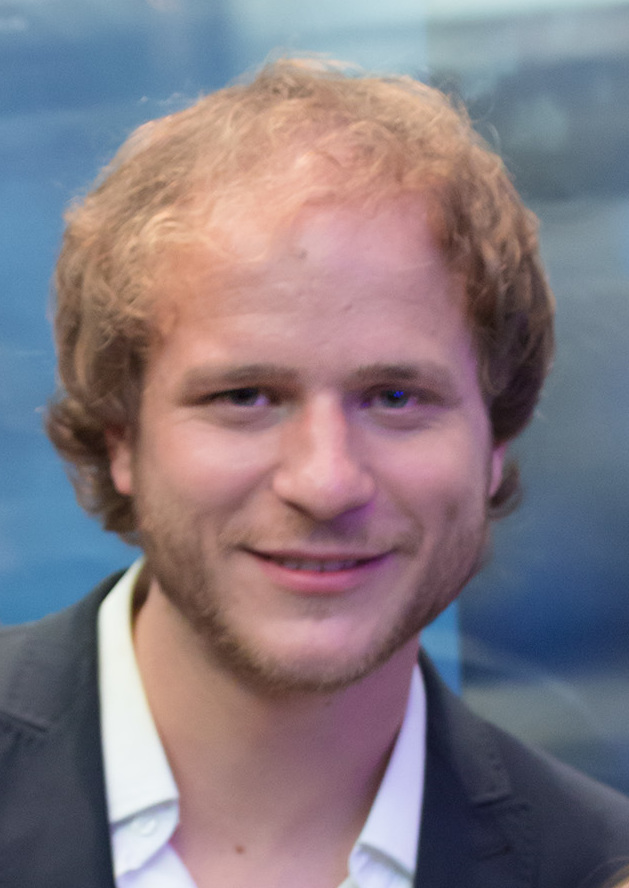
Le réalisateur Adrian Goiginger.

Davide Abbatescianni écrit dans le magazine de cinéma en ligne Cineuropa : Der Fuchs montre les horreurs de la Seconde Guerre mondiale et de l'invasion allemande de la France, et Adrian Goiginger s'abstient de manière louable d'édulcorer la description du conflit. Les directeurs de la photographie Yoshi Heimrath et Paul Sprinz ont zoomé de très près sur certaines découvertes macabres, et le département du son a effrayé à plusieurs reprises le spectateur avec le bruit assourdissant des chars, des balles et des bombardements, selon Abbatescianni. Le film ne brille que rarement dans des couleurs plus vives et ce n’est que dans de tels moments qu’il tente de transmettre un sentiment « délirant ». La musique de film discrètement utilisée par Arash Safaian contribue de manière significative à construire un lien empathique avec Franz, qui est dans un tourbillon d'émotions et lutte pour donner une direction à sa vie. Pourquoi le film, qui raconte une histoire d'amitié et d'amour, fonctionne si bien et a le potentiel de toucher le cœur du spectateur, ce sont les conflits clairement exposés qui évoquent des sentiments légèrement contradictoires et ne laissent guère le spectateur indifférent, et Simon Morzé apporte également la bonne dose de complexité dans son rôle, incarnant Franz comme un agriculteur introverti et aimant, mais aussi quelqu'un qui ne peut pas contrôler ses émotions et surtout sa colère. Parfois, il agit de manière imprudente et sert loyalement les nazis à tout moment, mais Goiginger ne le condamne pas, mais laissant ce soin au public.
Peter Osteried, correspondant cinématographique de la Guilde des cinémas allemands, écrit que The Fox est un film qui touche le cœur. Non pas parce qu'il montre la mort à l'écran ou quelque chose comme ça, mais parce qu'il raconte l'extrême pauvreté, l'aliénation au sein d'une famille et un homme qui ne trouve sa place dans la vie que lorsqu'il tombe sur le renard et prend soin de lui. Le rôle est joué avec brio par Simon Morzé, qui maîtrise le dialecte, mais c'est surtout son expression intense qui émeut toujours profondément le spectateur. Osteried met également en avant Karl Markovics dans le rôle de son père vieillissant, qui révèle son pouvoir d'acteur dans le film. Le film est également techniquement très intéressant, car il est non seulement présenté au format 4:3, mais présente également les coins arrondis associés aux films et aux photos de l'époque.
Le film a été le deuxième film le plus réussi de l'année cinématographique autrichienne 2022 après Griechenland (de) avec environ 123 000 visiteurs et a reçu l'Austrian Ticket (de) (anciennement Prix du cinéma autrichien).

### Récompenses
Prix du cinéma bavarois 2022
- Lauréat du Prix du jeune acteur (Simon Morzé (de))[18]

Prix du cinéma allemand 2024
- Récompensé par le Prix du cinéma allemand en argent (Hana Geißendörfer, Malte Can et Gerrit Klein)
- Nomination pour le meilleur scénario (Adrian Goiginger)
- Prix du meilleur acteur masculin (Simon Morzé)
- Nomination pour la meilleure photographie/conception d'image (Yoshi Heimrath et Paul Sprinz)
- Nomination pour les meilleurs effets visuels (Spezialeffektkünstler) (Manfred Büttner)

Deutscher Kamerapreis 2023
- Nomination dans la catégorie cinéma de fiction (Yoshi Heimrath et Paul Sprinz)[19]

Prix du cinéma autrichien 2023
- Nomination pour le meilleur long métrage
- Nomination pour le meilleur réalisateur (Adrian Goiginger)
- Nomination du meilleur acteur masculin (Simon Morzé)
- Nomination pour le meilleur second rôle féminin (Adriane Gradziel (de))
- Nomination pour le meilleur maquillage (Tim Scheidig et Désirée Schober)

Prix Romy 2023
- Prix dans la catégorie Meilleur Film Cinéma
- Prix dans la catégorie Meilleure photographie (Yoshi Heimrath et Paul Sprinz)

Festival du film Nuits noires de Tallinn 2022
- Nomination au concours
- Nomination dans le volet « Choix des critiques »[11],[21]

## Publication
- Adrian Goiginger, Walter Müller, FRANZ: Die Geschichte meines Urgroßvaters, Die Lebensgeschichte von Franz Streitberger – das Buch zum erfolgreichen deutsch-österreichischen Kinofilm „Der Fuchs“, Salzburger Pressverein/Verlag Anton Pustet Salzburg, Salzburg, 2024  (ISBN 978-3-7025-1117-3).